# Fantastiska Wilbur
Fantastiska Wilbur, i nyöversättning Min vän Charlotte, (engelsk originaltitel: Charlotte’s Web) är en barnbok av E.B. White som publicerades 1952. Den kom i svensk översättning av Britt G. Hallqvist 1953; då med titeln Min vän Charlotta. 
Boken räknas som en av tidernas mest sålda barnböcker och har tryckts i över 45 miljoner exemplar.

## Handling
Boken handlar om tamgrisen Wilbur. Som minsting i kullen räddas han från att avlivas genom bonddottern Ferns önskan att behålla honom som sällskapsdjur. Fem veckor gammal säljs han till grannbonden Zuckerman, där han efter en tids ensamhet träffar den visa spindeln Charlotte som hittar på ett sätt att rädda honom från att bli slaktad.

## Filmatiseringar
- 1973 – Fantastiska Wilbur I samband med filmatiseringen gavs boken ut i nyutgåva med denna titel.
- 2006 – Min vän Charlotte I samband med filmatiseringen kom ytterligare en nyutgåva av boken med ny titel.